# Грегори, Фредерик Дрю
Фредерик Дрю Грегори (англ. Frederick Drew Gregory) — бывший астронавт НАСА и бывший первый заместитель директора НАСА. В начале 2005 года исполнял обязанности главы НАСА.

## Рождение и образование
Грегори родился 7 января 1941 года в Вашингтоне, округ Колумбия, в семье Фрэнсиса А. Грегори и Норы Дрю Грегори. После окончания средней школы он учился в Военно-воздушной академии США, где прошёл комиссию ВВС и получил степень бакалавра в области военной техники. Окончил академию в 1964 году. После обучения пилотированию вертолёта он летал во Вьетнаме во время войны, перешёл на истребитель, учился в школе лётчиков-испытателей военно-морского флота, прошёл тестирование как пилот-испытатель для ВВС и НАСА.
Получил степень магистра по информационным системам в Университете имени Джорджа Вашингтона в 1977 году. 16 января 1978 года зачислен в отряд астронавтов НАСА во время 8-го набора.

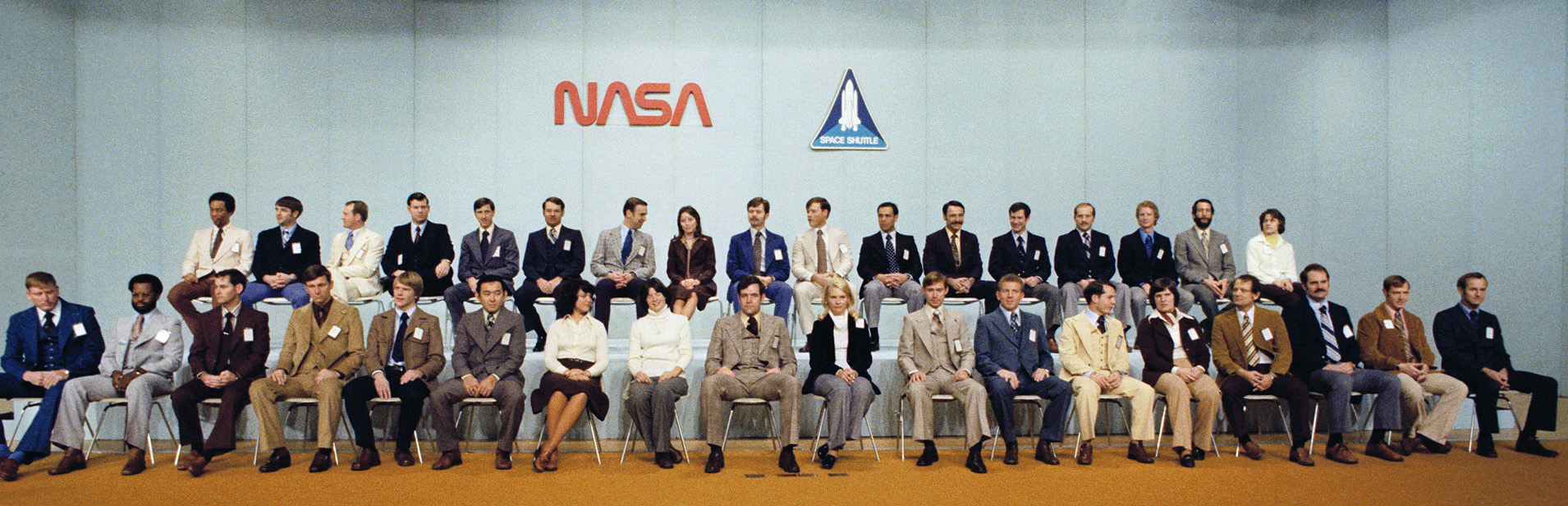
Группа астронавтов НАСА 8-го набора

## Полёты в космос
- STS-51-B с 29 апреля по 6 мая 1985 года в должности пилота. Продолжительность полёта составила 168 часов 8 минут 47 секунд.
- STS-33 с 22 по 27 ноября 1989 года в должности командира полёта. Это был первый случай в истории, когда афроамериканец командовал космическим кораблём[1]. Продолжительность полёта составила 120 часов 7 минут 32 секунды.
- STS-44 с 24 ноября по 1 декабря 1991 года в должности командира полёта. Продолжительность полёта составила 166 часов 50 минут 42 секунды.

Общая продолжительность трёх полётов — 18 суток 23 часа 4 минуты.

## После полётов
Грегори уволился из ВВС США в звании полковника в декабре 1993 года. За тридцать лет в ВВС, включая 550 боевых миссий во Вьетнаме, он налетал 7000 часов и пилотировал авиамашины более чем 50 моделей.
Грегори служил в штаб-квартире НАСА в качестве помощника администратора Управления безопасности и обеспечения полётов (1992—2001 годы) и был заместителем администратора Управления космических полётов (2001—2002 годы). 12 августа 2002 стал заместителем Администратора НАСА. С 20 февраля 2005 года по 14 апреля 2005 года он был исполняющим обязанности Администратора НАСА. Вернувшись на должность заместителя администратора, вышел в отставку 29 ноября 2005 года.
В 2021 году в честь астронавта назван астероид (95449) Фредерикгрегори.

## Семья
Был женат на бывшей Барбаре Арчер из Вашингтона до её смерти в 2008 году, от этого брака у него двое детей.

## Награды и премии
Орден «Легион почёта» от Военно-воздушных сил, Медаль «За отличную службу» и многие другие.